# 危笑
危笑（1982年1月29日—），湖南长沙人，电影电视编剧，电影演员，电影导演。
2004年毕业于中央戏剧学院。自中戏毕业后一直在写剧本，从事编剧、导演工作数年，跟的第一个剧组是姜文的 《太阳照常升起》 ，后来又跟过田壮壮的 《狼灾记》。曾在姜文電影《让子弹飞》中擔任副導演及演出老七一角。